# Sanctuaire Notre-Dame de Dusenbach
Le sanctuaire Notre-Dame de Dusenbach (en allemand : das Heiligtum Unserer Lieben Frau zu Dusenbach) est un monument historique situé dans un vallon situé entre Ribeauvillé et Sainte-Marie-aux-Mines, à Ribeauvillé, dans le département français du Haut-Rhin. L'édifice fait l'objet d'une inscription au titre des monuments historiques depuis 2007.
Le pèlerinage de Notre Dame de Dusenbach remonte au XIIIe siècle. Les bâtiments pour le culte ont souvent fait l’objet de vandalisme et furent détruits par les différentes guerres du Moyen Âge et de la Révolution avant d'être reconstruits au XIXe siècle dans un style néogothique à l’identique. C’est actuellement l’un des pèlerinages les plus fréquentés d’Alsace.

## Accès
Situé à une vingtaine de kilomètres de Colmar, le pèlerinage de Dusenbach est accessible à partir de l'ancienne route nationale 416 (aujourd'hui RD 416) de Ribeauvillé qui va vers Sainte-Marie-aux-Mines. Il existe également quatre chemins forestiers qui contournent le pèlerinage. Le premier appelé "chemin Sarassin" part depuis la sortie ouest de Ribeauvillé. Un autre chemin longe le torrent, qui passe à côté des ruines du premier chemin de croix. Lorsqu'on sort du creux de ce ravin, on aperçoit à l'orée du bois le surplomb majestueux de la chapelle installé sur un pic rocheux. Entre les deux chemins, à mi-hauteur, se trouve le chemin de croix construit sur les ordres du chanoine Raess. Un quatrième chemin a été tracé plus tard. Il quitte la route nationale 416 à la sortie de Ribeauvillé et conduit le pèlerin à travers vignes et forêts vers le sanctuaire. On aperçoit au passage pas très loin des lieux les ruines des châteaux du Girsberg, Ulrich et Haut-Ribeaupierre qui surplombent la montagne et qui sont accessibles après le sanctuaire. Dusenbach provient du nom d'un petit torrent qui longe l'abri des Pèlerins, le couvent des Capucins et la chapelle de Notre-Dame de Dusenbach. Les anciennes cartes mentionnent Dusenbach sous le nom de "Dreykirch". On trouve notamment cette mention sur la carte de Nicolas Sanson (Paris 1667). Ichtertsheim l'appelait sous la dénomination de "Dreykirchen".

## Histoire

### L’édification de la première chapelle

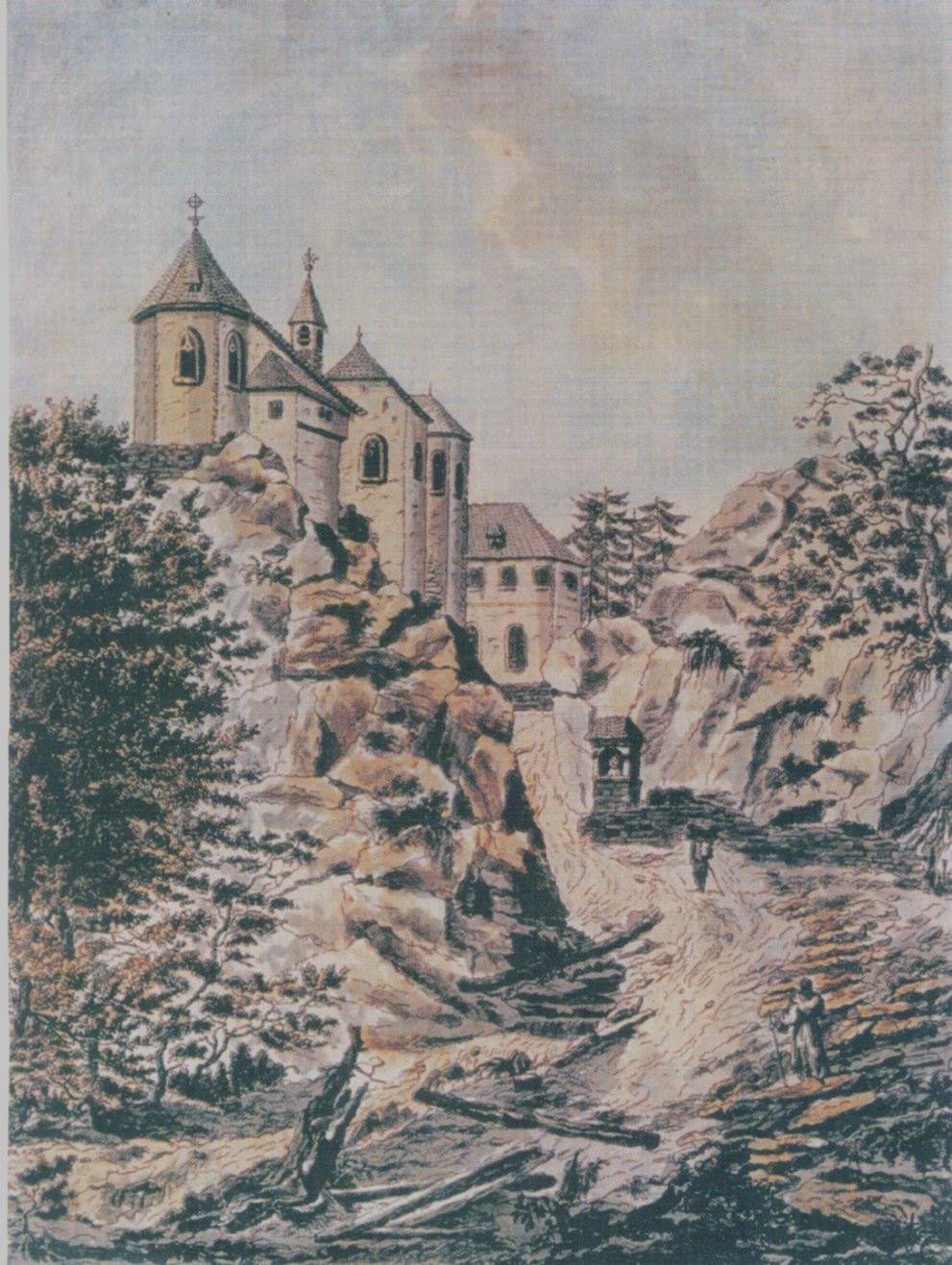
Gravure de Walter François terminée au lavis bistré peint avant 1785. Gravure extrait des Vues Pittoresques d'Alsace de Philippe-André Grandididier parue en 1785

La légende rapporte qu'un ermite de passage dans ce vallon pittoresque, situé à la sortie de Ribeauvillé et la route qui va vers la vallée de Sainte-Marie-aux-Mines, pas très loin des ruines de Saint-Ulrich y établit un ermitage. La région était en effet une terre de prédilection pour les solitaires recherchant la tranquillité, loin des villes et à l'ombre des forêts pour se soustraire de la vanité et la cupidité des hommes. Cet ermite dont l'histoire n'a pas retenu le nom construisit près de sa retraite un calvaire que les populations des environs ne tardèrent pas à fréquenter. C'est aussi l'époque (1197) où le pape Innocent III demanda à Martin, abbé de l'abbaye de Pairis près d'Orbey, de prêcher la croisade en Allemagne et en Suisse. Egelophe II de Ribeaupierre, feudataire de l'évêque de Bâle, Lutholphe Roeteln, prit une petite armée et une croix pour partir à la conquête des lieux saints. On ne sait pas exactement si Egelolphe II prit part au siège de Constantinople en 1204 puis à la cinquième croisade de Damiette, Égypte, en 1221. C'est à la suite d'une de ces expéditions, qu'il rapporta d'Orient une statue de la Vierge, pour remercier la madone de lui avoir préservé la vie et des dangers encourus au cours de son périple en terre sainte. Il fit construire en 1210 la première chapelle de Dusenbach et y plaça la précieuse statue. Après avoir participé la cinquième croisade avec Jean de Brienne, roi de Jérusalem en 1217 pour prendre le contrôle de Damiette, puis en 1221 avec les croisés, et ensuite avec les Grecs, il perdit la moitié de son armée. Lassé par les guerres et les conquêtes et dégoûté par toutes ces tueries, il se retira dans le petit sanctuaire de Dusenbach et y vécut en anachorète. Il mourut pieusement en 1222. L’historien et abbé Philippe André Grandidier prétend que celui-ci demanda à être enterré dans le sanctuaire nouvellement construit. La statue de la Vierge de Dusenbach, remonte donc à la plus haute Antiquité. Elle avait déjà été exposée auparavant à la vénération des fidèles d'Orient puis des fidèles d'Alsace, que les croisés avaient voulu soustraire aux musulmans, La tradition rapporte, que dès les premiers jours, de nombreux miracles furent signalés, ce qui ne faisait qu'augmenter la renommée du lieu. De nombreux fidèles venant parfois de très loin affluèrent devant la statue miraculeuse.

### La construction d'une deuxième chapelle
C'est vers 1260 qu’Ulric II neveu et Henri I, fils d'Egelolphe II, firent ériger une seconde chapelle, à côté de la précédente. Elle se composait de deux édifices s'ouvrant l'un dans l'autre.

### Construction d'une troisième chapelle

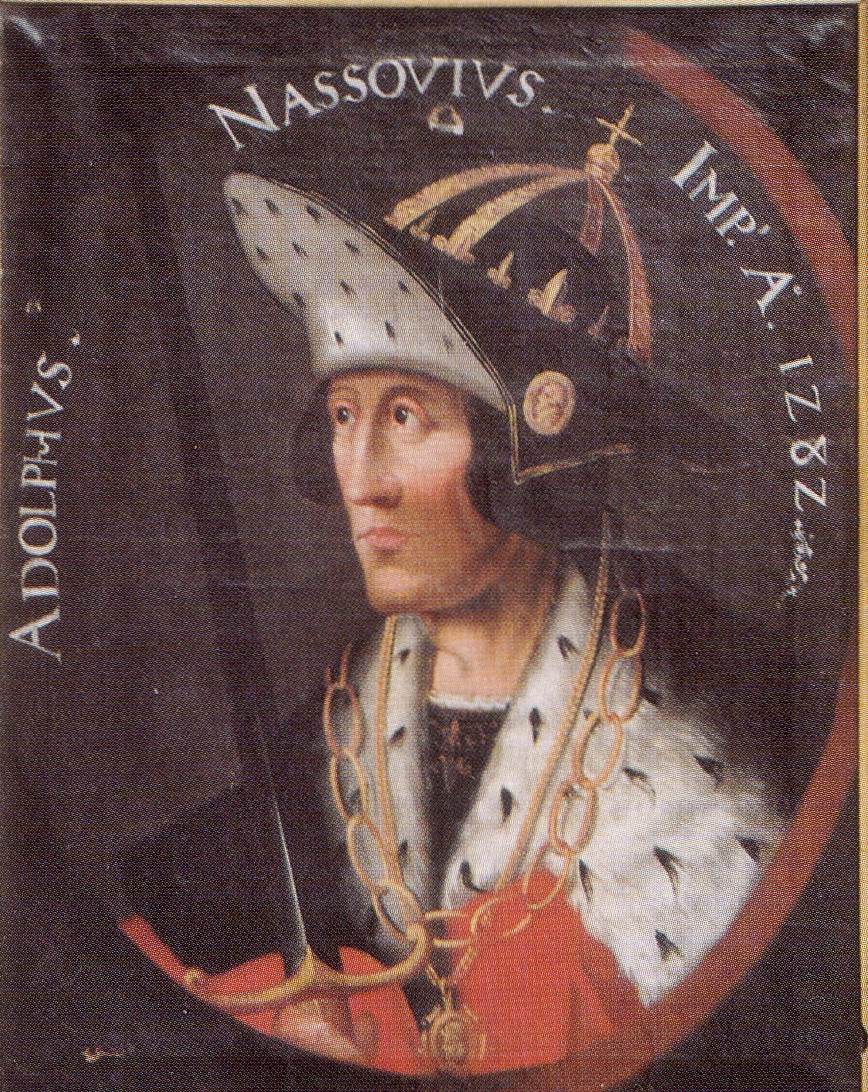
Adolphe de Nassau

Anselme le Téméraire écroué au château d'Achalm (de), en Souabe, pour avoir osé défier l'empereur Adolphe de Nassau, fit une promesse. En cas où il serait libéré, il ferait ériger une nouvelle chapelle à Dusenbach. Il avait été arrêté au cours de l'insurrection de la ville de Colmar contre l'empereur de Nassau en 1293 à laquelle il participa en compagnie de Walter Roesselmann, prévôt de Colmar. Peu de temps après, son pire ennemi Adolphe de Nassau (1291-1298) sera tué le 2 juillet 1298 à Worms et c'est le fils de Rodolphe de Habsbourg, Albert qui prend la relève. Mieux disposé que son père envers Anselme le Téméraire, il le libère le jour de la purification de Notre-Dame et lui rend tous ces biens. Attribuant sa libération du 2 février 1297 à la Vierge, il tint sa promesse et fit ériger une troisième chapelle. Il reprit cependant ses mauvaises habitudes et recommença à s'adonner à la chasse et aux plaisirs. Un jour, Anselme poursuivant un cerf, celui-ci fit un saut prodigieux du haut d'un énorme rocher.
Le chasseur n'eut pas le temps de retenir son cheval qui se précipita dans le vide. Le seigneur de Ribeaupierre sortit indemne dans sa chute. Cet évènement est conservé dans la mémoire collective sous le nom du Saut-du-Cerf, nom que porte encore aujourd'hui le rocher où se produisit l'évènement. Anselme attribuant son salut à la protection de la Vierge, et se souvenant du vœu qu'il fit lors de son incarcération, fit immédiatement faire des travaux dans la troisième chapelle. Il s'adonna ensuite à une vie simple et paisible et mourut en 1314.

### Première destruction et restauration

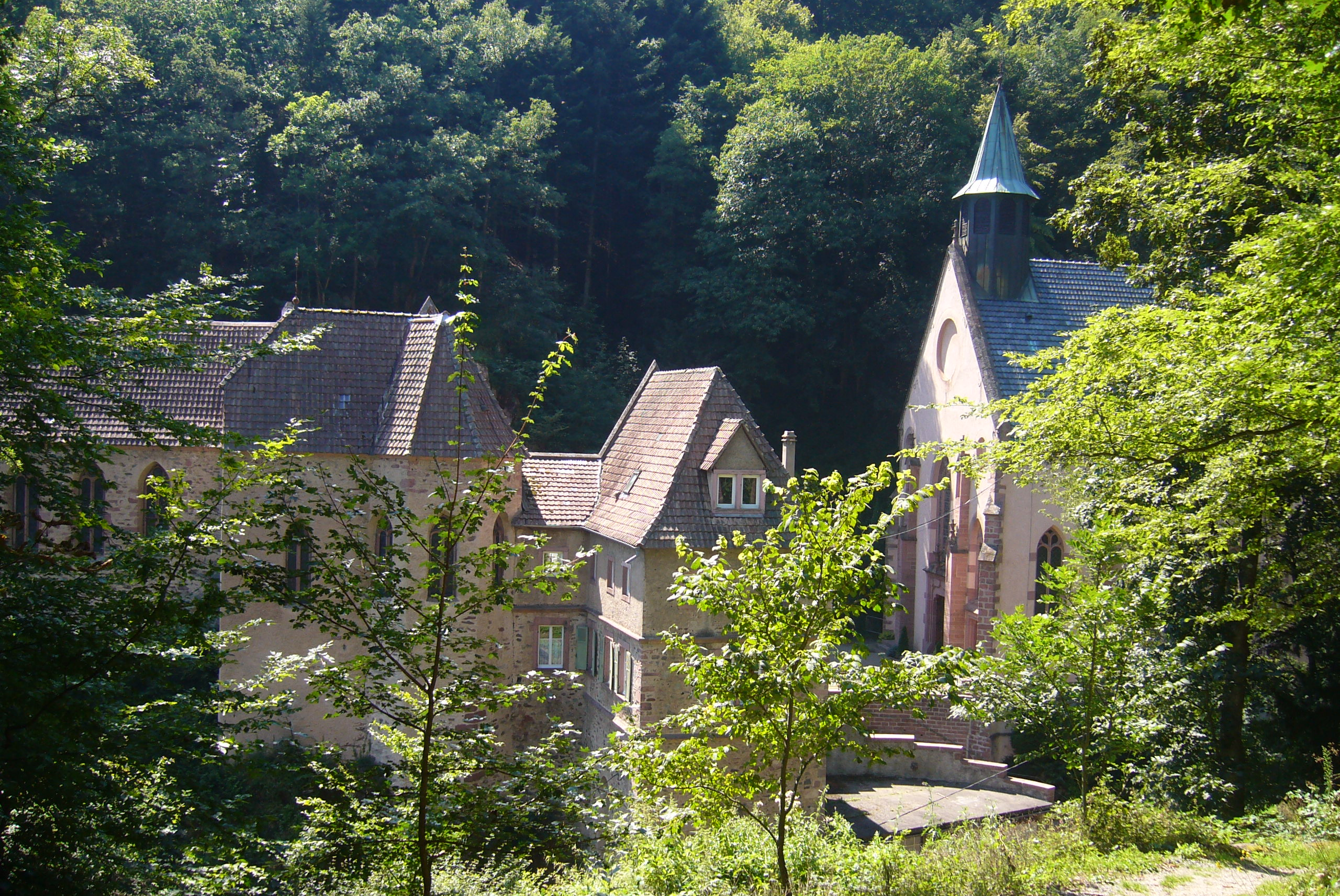
Chapelle et église de Dusenbach

Des mauvais jours se préparaient pour le célèbre pèlerinage. Les Anglais venant de remporter d'importants succès sur les armées françaises et le Prince Noir, firent prisonnier le roi Jean et imposèrent au vaincu le traité de Brétigny.
En 1360, le pèlerinage fut détruit une première fois par des pillards Anglais avides de butins issus des "grandes compagnies" après le traité de Brétigny. Les guerres se faisaient à cette époque avec des mercenaires, qui une fois la paix signée, étaient licenciés sans que l'on se souciât de leur avenir. C'est ainsi que des milliers d'hommes furent congédiés par les Anglais. Pour se procurer des ressources, les soldats des "grandes compagnies" exercèrent des expéditions et des ravages à travers toute la France. Quarante mille de ces aventuriers, après avoir pillé toute la partie septentrionale du pays, voulurent envahir les terres du grand électeur de Trèves, mais furent repoussés. Ils se rabattirent ensuite sur l'Alsace. Le 15 mai 1365, les villes libres de l'Alsace conclurent entre elles à Colmar un traité de défense mutuelle afin de se garantir contre ce danger. Mais elles mirent tellement peu d'empressement à conclure ce pacte, que le 4 juillet 1365 les envahisseurs sous la conduite de leur chef Arnaud de Cervole, dit l'archiprêtre, envahirent toute l'Alsace. Pendant un mois entier on assista à des scènes de brigandage, à des meurtres, viols, de paisibles habitants et des profanations d'églises. Jean II de Lichtenberg, évêque de Strasbourg qui vivait à cette époque, fut tellement affligé qu'il mourut de chagrin. Les chapelles de Dusenbach n'échappèrent pas au pillage. La statue de la Vierge disparut à ce moment. Fut-elle détruite par les pillards ou mise à l'abri en Bavière par les seigneurs de Ribeaupierre ? Personne ne le sait. Quand l'empereur Charles IV força les grandes compagnies à quitter le pays, le pèlerinage ne présentait plus qu'un amas de ruines. Bruno Ier et Ulric VII de Ribeaupierre, fidèles aux traditions de leurs ancêtres, firent restaurer hâtivement le pèlerinage en 1370 dès la paix retrouvée

### Transformation du sanctuaire

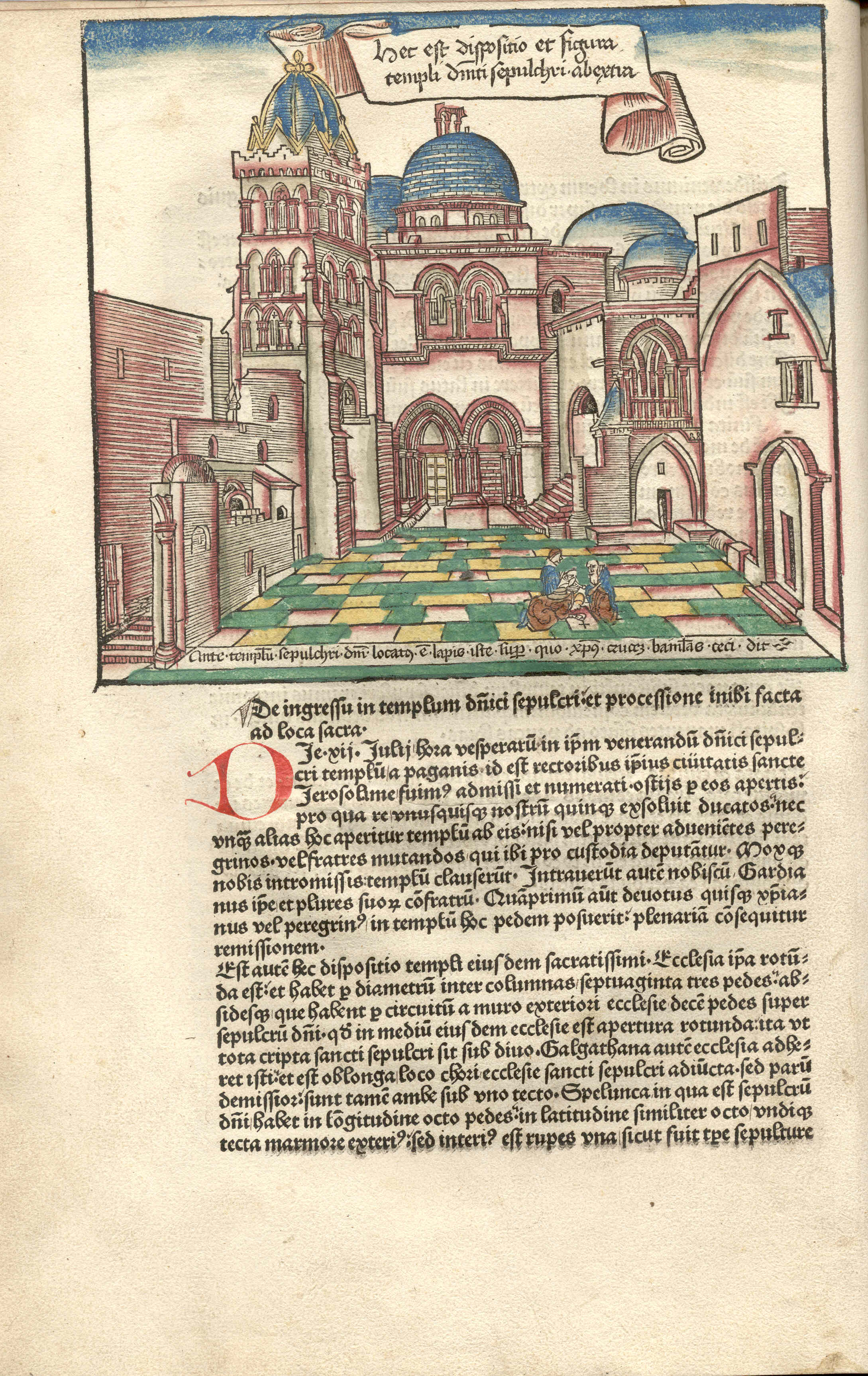
Peinture à la main de Erhard Reuwich montrant l'entrée du Saint-Sépulcre à Jérusalem

Au cours de la seconde moitié du XVe siècle, le sanctuaire de Dusenbach sera rénové de fond en comble. Les chapelles furent essentiellement consacrées au culte de la Vierge Marie. Maximin II de Ribeaupierre y ajouta un chemin de croix reproduisant les principales scènes du calvaire du Christ. Maximin, que les Annales des Ribeaupierre nous représentent comme un guerrier batailleur mais un digne serviteur de la cause chrétienne, entreprit dès 1483 un pèlerinage en Terre sainte. C'était l'époque où tout chrétien valide, s'il en avait la possibilité et les moyens, devait au moins une fois dans sa vie visiter le pays sanctifié par la naissance et la mort du Christ. Le seigneur de Ribeaupierre avait alors quarante-trois ans. La caravane dont il faisait alors partie comptait plusieurs personnages de marque : Henri de Schauenbourg, Gaspard Zorn de Bulach, tous deux Alsaciens, Jean, comte de Salm, Bernhard von Breydenbach, doyen du chapitre de Mayence, Félix Fabri, dominicain à Ulm et Erhard Reuwich, célèbre peintre d'Utrecht qui peignit des vues des lieux saints au cours du voyage. Bernhard von Breydenbach, un riche chanoine de la cathédrale de Mayence, se rend en terre sainte pour faire pénitence. Il voyage en compagnie de Erhard Reuwich. Il publie en 1484] un livre en latin (et en allemand) sous le nom de "Peregrinato in Terram Sanctum" qui sera traduit en plusieurs autres langues. Cet ouvrage sorti est rempli de détails sur les conditions matérielles du pèlerinage où il décrit les villes, les régions et les habitants qu'il a côtoyés.
Les pèlerins s'embarquèrent à Venise le 1er juin 1483 et parcourent toute la Judée et revinrent par l'Égypte après avoir visité le mont Sinaï. Ils étaient de retour à Venise le 8 janvier 1484. Maximin II voulut perpétuer le souvenir de son voyage en reconstituant à Dusenbach les séquences douloureuses du Christ. La topographie du pèlerinage se prêtait fort bien à l'exécution du projet. L'étroite vallée au fond de laquelle s'élèvent les chapelles ressemblait au ravin sauvage qui sépare le jardin des Oliviers du Mont Moria. Le torrent qui l'arrose a le même cours impétueux que le Cédron à l'époque des pluies et les trois petites églises rappelaient les trois édifices qui recouvraient à cette époque le Saint-Sépulcre. Le noble pèlerin fit donc exécuter une première station au pied du rocher sur lequel se trouvent les chapelles.

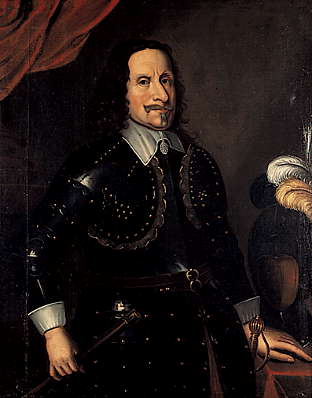
Le général Gustaf Horn

On y voyait le Christ consolé par l'ange dans la grotte, tandis qu'à quelques pas de là les trois apôtres s'abandonnent au sommeil. Ces statues de pierre peinte ont été conservées. On peut encore les apercevoir dans le jardin qui se trouve auprès du presbytère de Ribeauvillé. Au sommet du rocher et tout près des chapelles se trouvait une tour de construction bizarre, dont ont disparu les ruines. On l'appelait la tour de la captivité. Elle représentait le cachot dans lequel le Christ attendit que les apprêts de son crucifiement fussent terminés. À côté de celui-ci on voyait un énorme rocher fendu sur toute sa longueur. Cette coïncidence heureuse qui rappelait les phénomènes miraculeux qui s'accomplirent lors de la mort du Christ, décida Maximin à placer en cet endroit la scène du crucifiement. La chapelle des comtes Ulrich et Henri fut transformée en Saint-Sépulcre. Dans le fond, Maximin fit sculpter en pierre le Christ couché dans son tombeau. Toutes ces sculptures fort bien exécutées sont à placer parmi les modèles du genre de la fin du XVe siècle. Elles sont surtout remarquablement expressives. La date de la restauration du pèlerinage de Dusenbach est scellée sur le rocher où l'on peut encore voir les armes des seigneurs de Ribeaupierre surmontée du chiffre de l'année 1494. Une série de stations en pierres sculptés, placées sur la route de Ribeauvillé à Dusenbach, compléta la ressemblance entre le célèbre pèlerinage et la voie douloureuse de Jérusalem. La chapelle d'Anselme reçut également à cette époque le nom de tombeau de la Vierge. En 1666 on y plaça deux tableaux représentant la mort et l'Assomption de la mère du Christ. Vers 1494 fut sculptée une statue encore existante de Notre-Dame du Calvaire. L'ancienne image de Notre-Dame rapportée d'Orient par Egelolphe avait sans doute été détruite. Maximin la remplaça par une Vierge douloureuse portant dans ses bras le Christ détaché de la croix. À cette époque, vers la fin du XVe siècle, la dévotion à la Vierge douloureuse s'était établie dans les pays par suite des guerres religieuses des Hussites. La statue de la Vierge est en bois, haute de cinquante-trois centimètres, peinte d'une finition très bien soignée. L'expression de la douleur et la résignation calme de la Vierge est de la plus grande beauté. Elle étend la main gauche au-dessus de la large et profonde plaie du Christ comme si elle craignait de toucher le corps meurtri. Le cœur brisé de douleur, les yeux en larmes, elle regarde vers le ciel. Après l'achèvement des travaux entrepris par Maximin II, les sanctuaires de Dusenbach furent plus spécialement consacrés au culte de la Vierge douloureuse et la passion du Christ. Cette transformation du pèlerinage augmenta encore plus son renom. Les fidèles y vinrent en plus grand nombre et Maximin constitua des revenus afin de permettre l'établissement de deux chapelains et de deux frères assistants pour le service de la chapelle. Le pieux Maximin mourut plus qu'octogénaire le 1er août 1517 et fut enterré dans l'église paroissiale de Ribeauvillé.

### Deuxième destruction et restauration

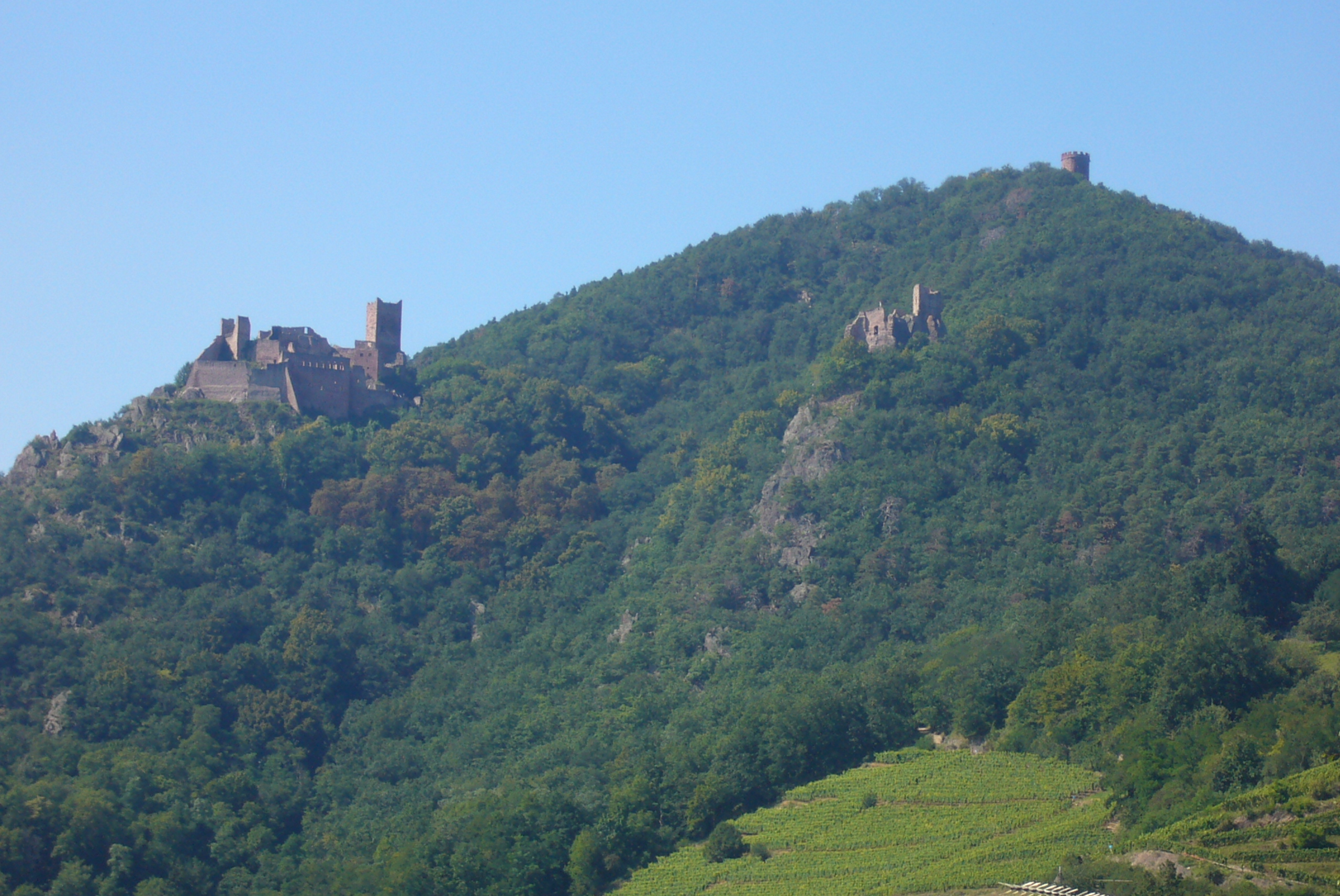
Les trois châteaux vus depuis la sortie ouest de Ribeauvillé en direction de Dusenbach

La guerre de Trente Ans fut fatale au sanctuaire. Les Suédois du général Gustaf Horn envahirent et ravagèrent toute l'Alsace. La ville de Ribeauvillé, résidence des Ribeaupierre qui étaient passés au protestantisme, fut épargnée. Ils s'en prenaient particulièrement aux églises, couvents et sanctuaires. Dusenbach fut incendié par les Suédois. La statue de la Vierge échappa cependant à la destruction. Le sac du sanctuaire avait eu lieu en 1632, la statue fut retrouvée en 1656, huit ans après la réunion de l'Alsace à la France. Un chapelain sans doute ou quelque pieux pèlerin l'avait dissimulée dans le creux d'un rocher à l'approche des troupes ennemies. La tradition rapporte qu'une pieuse femme dont on connaît seulement le prénom, Marie, découvrit la cachette où se trouvait la précieuse statue. Elle consacra tous ses biens à la restauration des chapelles, qui après un quart de siècle d'abandon, se relevèrent de leurs ruines. Les princes-évêques de Bâle, Jean-Conrad de Roggenbach et Jacques Rinck, autorisèrent le rétablissement du culte et les pèlerins reprirent en foule le chemin du vallon de Dusenbach. La gravure de Grandidier donne une idée du pèlerinage restauré et prouve le respect et le soin minutieux que cette pieuse femme apporter à reconstruire les constructions primitives. En 1656, on ajouta aux anciens édifices une maison d'habitation afin de permettre aux gardiens du sanctuaire de veiller jour et nuit auprès de la Vierge miraculeuse.

### Dusenbach et la coutume des ménétriers d'Alsace

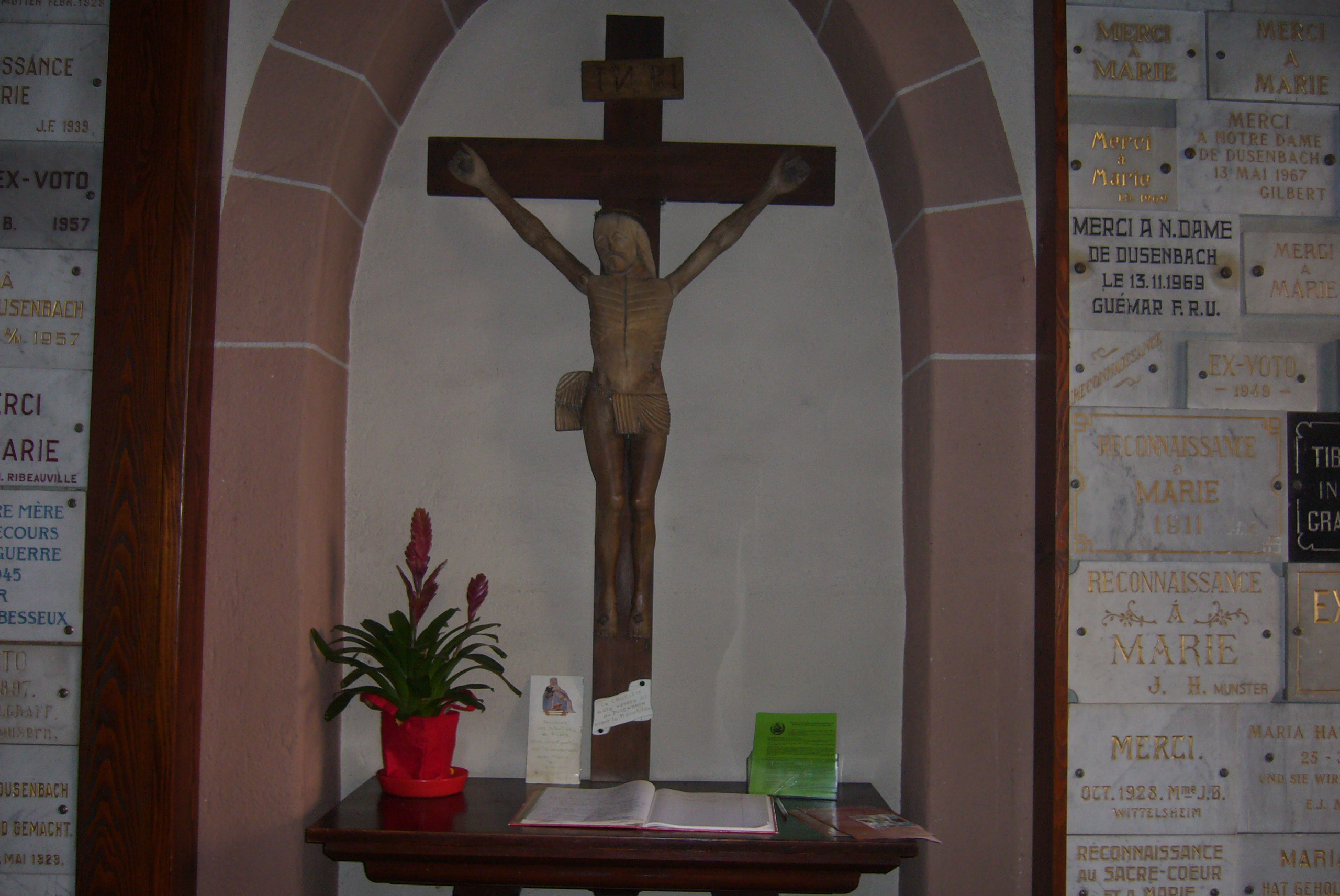
Un christ en bois dont l'origine remonte au XVe siècle et qui se trouve devant l'entrée de la chapelle de Dusenbach

Les seigneurs de Ribeaupierre avaient contribué à augmenter la célébrité du pèlerinage de Dusenbach en la choisissant comme patronne de l’association des ménétriers d’Alsace, dont ils étaient les protecteurs. L’empereur de Habsbourg, Frédéric III, avait autorisé à Guillaume Ier et à son frère Maximin II de Ribeaupierre le droit de justice et d’impôts sur les joueurs d’instruments d’Alsace entre Rhin et Vosges. La confrérie des Ménétriers est ainsi contrôlée par les Sires de Ribeaupierre à qui les artistes doivent payer une taille en contrepartie de leur protection. Les ménétriers et les jongleurs eurent à souffrir durant le Moyen Âge des moqueries de la part du peuple, mais aussi de l’Église qui considérait leurs mœurs comme dépravantes. Ils formaient une caste à part. Désirant se débarrasser de cette mauvaise image, ils formèrent une association respectée, les musiciens d’Alsace et placèrent leur corporation sous le haut patronage des Sires de Ribeaupierre. Les Ribeaupierre s’empressèrent d’accepter de prendre sous leur contrôle les ménétriers. C’est avec le titre de Roi des ménétriers que les Ribeaupierre obtinrent ce titre qui se transmettra héréditairement dans leur famille. Aux termes des statuts déposés le 16 mars 1606 à la confrérie des musiciens par Eberhard de Ribeaupierre, chacun de ces derniers devait porter dans l’exercice public de son art une médaille en argent à l’effigie de Notre-Dame de Dusenbach. Toute infraction aux règles de l’association était punie d’une amende en argent ou en cire au profit du sanctuaire de Dusenbach. Les musiciens devaient se rendre, le jour de la fête de leur confrérie le 8 septembre, à Ribeauvillé et assister à une messe dite au pèlerinage. Ils étaient tenus encore de sanctifier toutes les fêtes de leur protectrice en se confessant, en communiant et en faisant l’aumône. Enfin, le chef de l’association offrait aux chapelles de Dusenbach un cierge d’un poids considérable le jour de la réunion générale. Ces règles, inspirés par une piété sincère et éclairée, contribuèrent beaucoup à populariser, le culte de Notre Dame de Dusenbach. Les ménétriers qui parcouraient tout le pays racontaient partout les grâces obtenues par l’intercession de la Vierge et, jusqu’à la Révolution, la vénération des Alsaciens pour l’antique sanctuaire alla toujours en augmentant

### La confrérie Maria Raydt
Une autre confrérie, dont l’origine remonte à la nuit des temps, et qui a traversé les vicissitudes de la Réforme et de la Révolution, était également placée sous la protection de Notre Dame de Dusenbach. On nomma cette confrérie Maria Raydt, Marie du secours ou de l’assistance. On trouve des actes authentiques établissant son existence à Ribeauvillé dès 1392. La confrérie avait un double but : glorifier Dieu et la Sainte Vierge et venir au secours de ses membres dans leurs nécessités spirituelles et temporelles. Des cotisations régulières étaient prélevées à cette intention. Les associés de la Raydt s’engageaient à prier les uns pour les autres, à accompagner le prêtre portant le saint Viatique aux malades, à célébrer en grande pompe les solennités de la Vierge, surtout celle de l’Assomption. La fête principale de la fête de la Confrérie était placée le jour de l’Assomption. Elle reçut le nom de la fête des Honneurs de Notre Dame. Au cours des fêtes de la Vierge, la confrérie se rendait en procession jusqu’au pèlerinage de Notre-Dame de Dusenbach. La confrérie se chargeait entre autres de l’inhumation de ses membres et faisait célébrer des messes pour les défunts. Lorsque la Reidt-Clocke (Cloche de l’Association), annonçait le décès d’un de leur membre, tous les associés devaient immédiatement prier pour le défunt. L’association gérait aussi un compte qui était destiné en venir en aide, soit en nature ou en argent, aux malades et aux indigents. La caisse de la société pouvait également consentir des avances en argent aux membres qui présentaient des garanties suffisantes. Cette confrérie existe encore de nos jours à Ribeauvillé. Cependant la Révolution lui a saisi tous les biens qui lui permettaient de venir au secours des malheureux. Elle n’existe plus aujourd’hui que sous la forme d’une association de prières. Il existe encore aujourd'hui un sentier qui part depuis le sanctuaire et qui porte le nom de la confrérie.

### Troisième destruction au cours de la Révolution

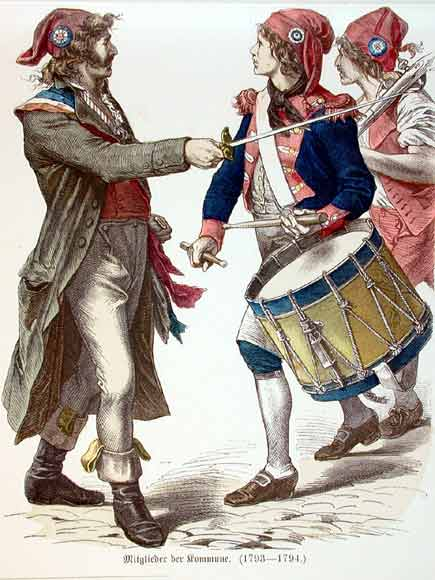
Des Sans-culottes

La Révolution de 1789 a eu des répercussions néfastes sur le pèlerinage. Dès 1791, le directoire ordonna la fermeture du sanctuaire et la démolition des chapelles au prétexte que l’église paroissiale était abandonnée. La paroisse était alors administrée par un prêtre jureur et les habitants de Ribeauvillé se rendaient en signe de protestation les dimanches au sanctuaire de Dusenbach qui continuait d’être desservi encore par des religieux fidèles à Rome. Une gravure représentant l’état des chapelles à cette époque donne en français et en allemand l’explication suivante : « Véritable Représentation des prières publiques tenues par les habitants de la communauté catholique de Ribeauvillé les dimanches et fêtes devant la chapelle de Notre-Dame de Dusenbach, dans le temps que les Églises de la dite ville et la dite chapelle furent fermées. Dessinée d’après nature le 25 septembre 1791 ». Ces indications laissent supposer que les fidèles continuèrent à fréquenter Dusenbach même après la translation de la statue de l’église paroissiale. Les chapelles du pèlerinage furent bientôt classées parmi les biens à vendre au profit de la nation. Cette mesure était d’autant plus surprenante que l’apostasie des Seigneurs de Ribeaupierre, et surtout depuis la dévastation du sanctuaire par les Suédois, la ville de Ribeauvillé était considérée comme le principal propriétaire des lieux. Le part-pris du Directoire ne tint pas compte de son droit et en 1792 les chapelles et leurs propriétés furent vendues. Cependant les nouveaux propriétaires, Johan Ignace Butz et David Ortlieb hésitèrent à démolir les chapelles. La vénération des habitants et les démarches de la municipalité, jointes à leurs propres scrupules, leur faisaient retarder les recommandations du Directoire. Le 19 mars 1794, ces ordres devinrent si impératifs et la Terreur, arrivée à son apogée, fit tant de victimes, qu’il fallut obéir. La grande église de 1760 fut rasée. Le 25 mars 1794 les chapelles et le pèlerinage sont détruits. Les autres édifices, ne furent détruits qu’à moitié et jusque dans ces derniers temps on voyait encore de grands pans de murs qui ont été respectés lors de la dernière restauration de l’édifice. En 1810 les premiers acquéreurs sont expropriés et la revente des ruines de Dusenbach est confiée à Jacques Domler qui rachète l’ensemble au cours d’une vente judiciaire.

### Reconstruction de Dusenbach en 1894

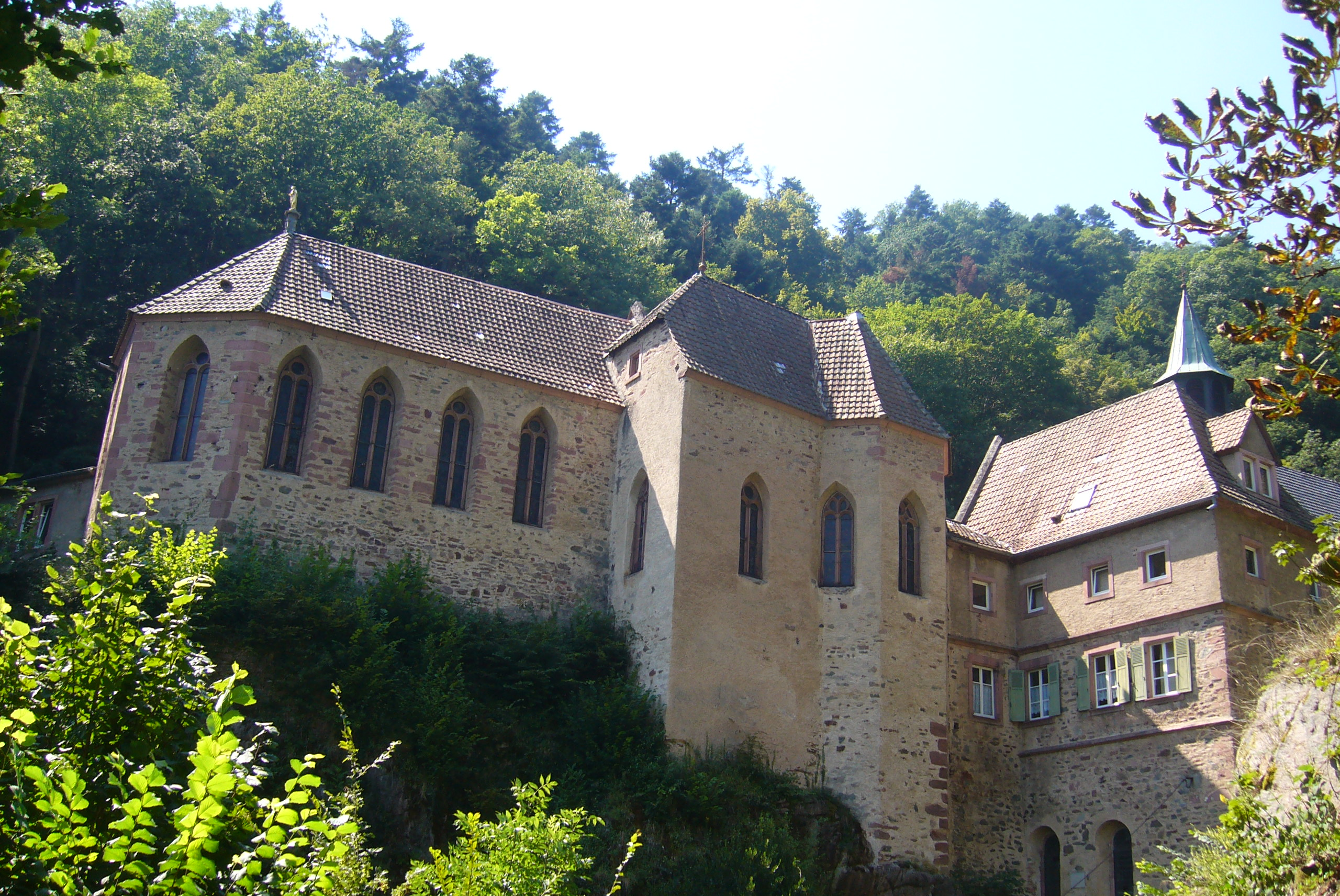
Vue sur la chapelle de Dusenbach

Les ruines du pèlerinage de Dusenbach furent revendues en 1810 à la suite de l’expropriation de leurs premiers acquéreurs. De 1817 à 1836 la totalité de la ruine appartient à Jacques Domler et à sa fille jusqu’au décès de cette dernière. C’est ensuite en 1836 que le vigneron Grégoire Owaller acquiert les ruines à la suite d’un contrat rendu le 4 octobre 1836. De 1837 à 1876, elles deviennent la propriété de M. l’abbé Aloyse Hiss de Ribeauvillé. Il fut d’abord curé de Hunawihr, entra dans l’ordre de Saint Dominique. C’est ainsi que les ruines devinrent propriété de cet ordre. Un capitaine en retraite, Joseph Wuhrer, les acquit le 2 novembre 1876. Les ruines étaient devenues un lieu de promenade pour les habitants de la ville et pour les touristes de passage attirés par la beauté du paysage et la situation pittoresque des ruines dans ce vallon solitaire. Pour de nombreux fidèles les restes des chapelles formaient toujours encore un centre de pèlerinage. On voyait souvent les dimanches et les jours de fête, de pieux pèlerins monter à Dusenbach et prier à l’endroit où pendant plusieurs siècles des hommes étaient venus se recueillir pour implorer la Vierge. De jeunes ouvrières de Ribeauvillé se rendaient les dimanches de bonne heure réciter le chapelet au beau milieu des ruines avant de se rendre à l’église paroissiale pour y recevoir les saints sacrements. C’est en 1892, que monseigneur Fritzen évêque de Strasbourg de 1891 à 1919 évoque la première fois l’idée de restaurer le sanctuaire. Il avait lu le livre de Juvenalus Montanus : Schreckenszeit im Elsass (la terreur en Alsace) où l’auteur le Dr. Kehrein, prêtre allemand expulsé par le Kulturkampf de son pays natal consacrait un large chapitre au célèbre pèlerinage. De passage à Ribeauvillé, l’évêque manifesta le désir de visiter les ruines et il fut tellement enchanté par la beauté du lieu qu’il fit aussitôt entamer des négociations avec le capitaine Wuhrer et acheta peu de temps après l’emplacement des chapelles. Monsieur l’abbé Aimé Raess fut nommé entretemps curé de Ribeauvillé et Monseigneur Fritzen lui fit savoir qu’il verrait avec plaisir l’antique sanctuaire renaître de ses ruines. C’était un défi à relever et une entreprise avec énormément de difficultés à surmonter. Mais le curé de Ribeauvillé accepta avec joie cette proposition, malgré les difficultés qu’il prévoyait. Il retroussa ses manches et alla porter la bonne nouvelle dans les communes voisines afin de récolter les fonds nécessaires à cette vaste entreprise de reconstruction. Il réussit également à associer à son projet de généreux donateurs, des entreprises et bien sûr de nombreux anonymes. Des sommes assez considérables ont pu ainsi être réunies pour permettre d'engager les travaux. Monsieur Winkler, architecte, fut chargé de restaurer les chapelles dans le style et dans les proportions de l’ancien pèlerinage. Il a fort bien réussi à rendre à Dusenbach son aspect original. Il s’est servi essentiellement des dessins et des gravures anciens que le pèlerinage a laissé respectant ainsi une tradition plusieurs fois séculaire. Parmi les communes dont la générosité contribua le plus aux travaux, il faut citer Ribeauvillé qui prit part à la plus grande partie, Bergheim, Saint-Hippolyte, Rorschwihr, Roderen, Hunawihr, Guémar, Zellenberg, Gueberschwihr et Kaysersberg. De nombreux donateurs étrangers à la ville de Ribeauvillé offrirent leur obole pour la reconstruction du sanctuaire. Des bienfaiteurs se chargèrent de financer les vitraux. Grâce à toutes ces bonnes volontés, le pèlerinage de Dusenbach put retrouver son antique splendeur. Monsieur le curé Raess de Ribeauvillé, fit construire et aménager le large chemin qui conduit au sanctuaire. L’administration domaniale des forêts, sans renoncer à la propriété du domaine, donna l’autorisation nécessaire à sa construction et prit l’engagement de ne pas le détourner de sa destination. Les habitants des trois annexes, Bilsteinthal, la Grande et la Petite Verrerie, établirent le chemin sur une longueur de 200 mètres. Ce chemin terminé au printemps 1894 servait à l'inauguration du pèlerinage reconstruit. Bien plus tard on construisit la route départementale D 416 qui part de Ribeauvillé jusqu’à Sainte-Marie-aux-Mines avec une bifurcation jusqu’à Aubure.

### L'inauguration du pèlerinage

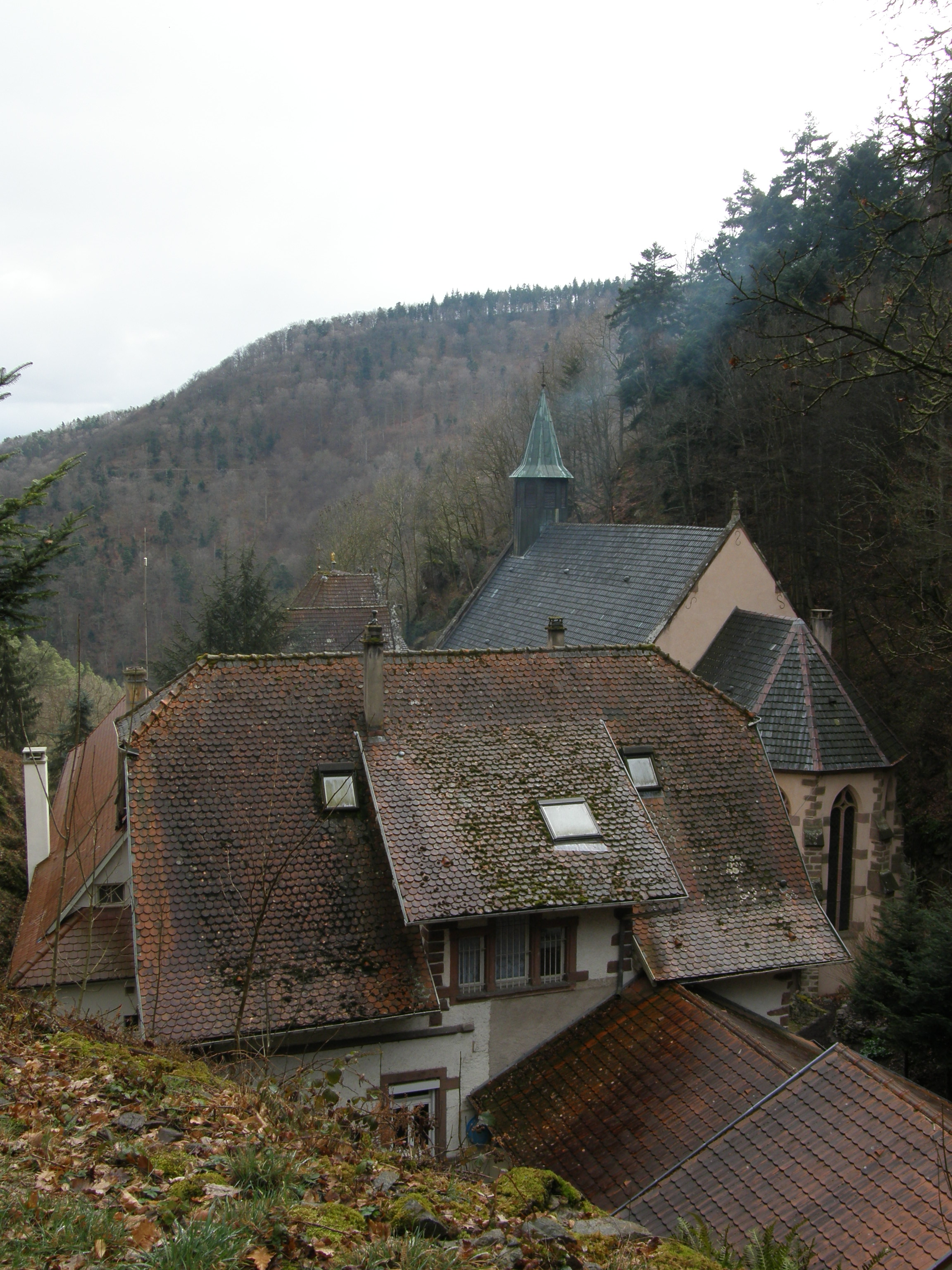
Pèlerinage de Dusenbach, près de Ribeauvillé : les dépendances.

Le 15 mai 1894, monseigneur Fritzen annonça dans une lettre pastorale la réouverture du pèlerinage marial de Dusenbach et invita les fidèles à assister à la translation de la Vierge miraculeuse et à la bénédiction de son nouveau sanctuaire. Celles-ci eurent lieu le 10 juin. L’Alsace n’avait guère assisté à une manifestation aussi grandiose et aussi émouvante. Sans distinction de culte les habitants de Ribeauvillé avaient paré leurs maisons avec un goût parfait. Partout des guirlandes et des fleurs tapissaient les murs du haut en bas. Six arcs de triomphe imposants se succédaient dans la rue principale. Dès la veille au soir le maire de Ribeauvillé, accompagné du conseil municipal et du clergé de la ville et des environs, s’était rendu à la rencontre des cinq prélats qui venaient assister à la solennité. C’étaient Mgr Fritzen, évêque de Strasbourg ; Mgr Marbach, évêque auxiliaire ; Mgr Korum, évêque de Trèves ; le T.RP. Motschi, abbé mitré de Notre Dame de la Pierre, et le T.R.P. François, abbé de l'Abbaye Notre-Dame d'Oelenberg. Le lendemain, aux premières heures de la journée, d’innombrables voitures arrivaient de toutes les directions. Il y en avait de toutes les formes et de toutes les dimensions, depuis l’élégant équipage jusqu’à l’humble voiture à échelle garnie de feuillage.
Sur toutes les routes aboutissant à Ribeauvillé des groupes de pèlerins priaient et chantaient de pieux cantiques. De nombreux trains spéciaux amenaient des foules recueillies. On peut sans exagération estimer de 20 000 à 25 000 le nombre des étrangers accourus à Ribeauvillé pour cette inoubliable solennité. La fête commença par une grande messe pontificale célébrée en l’église paroissiale par Monseigneur Fritzen, tandis que le chœur du grand séminaire exécutait une messe de Haller. Déjà la procession interminable commençait à se dérouler dans les rues de la ville. Les paroisses des environs et six corps de musique y prenaient part avec leurs bannières. Puis venaient un clergé nombreux et après lui les prélats entourant la statue de la Vierge portée par douze diacres qui se relevaient de demi-heure en demi-heure. Derrière eux se pressait une foule innombrable et recueillie. À 11 heures et demie, la chapelle fut bénite par Monseigneur Marbach. Puis le T.R.P. François, abbé d’Oelenberg, célébra la première messe qui était dite depuis la Révolution. Il était midi quand Monseigneur Korum monta dans la chaire qu’on avait établie en face du vallon.

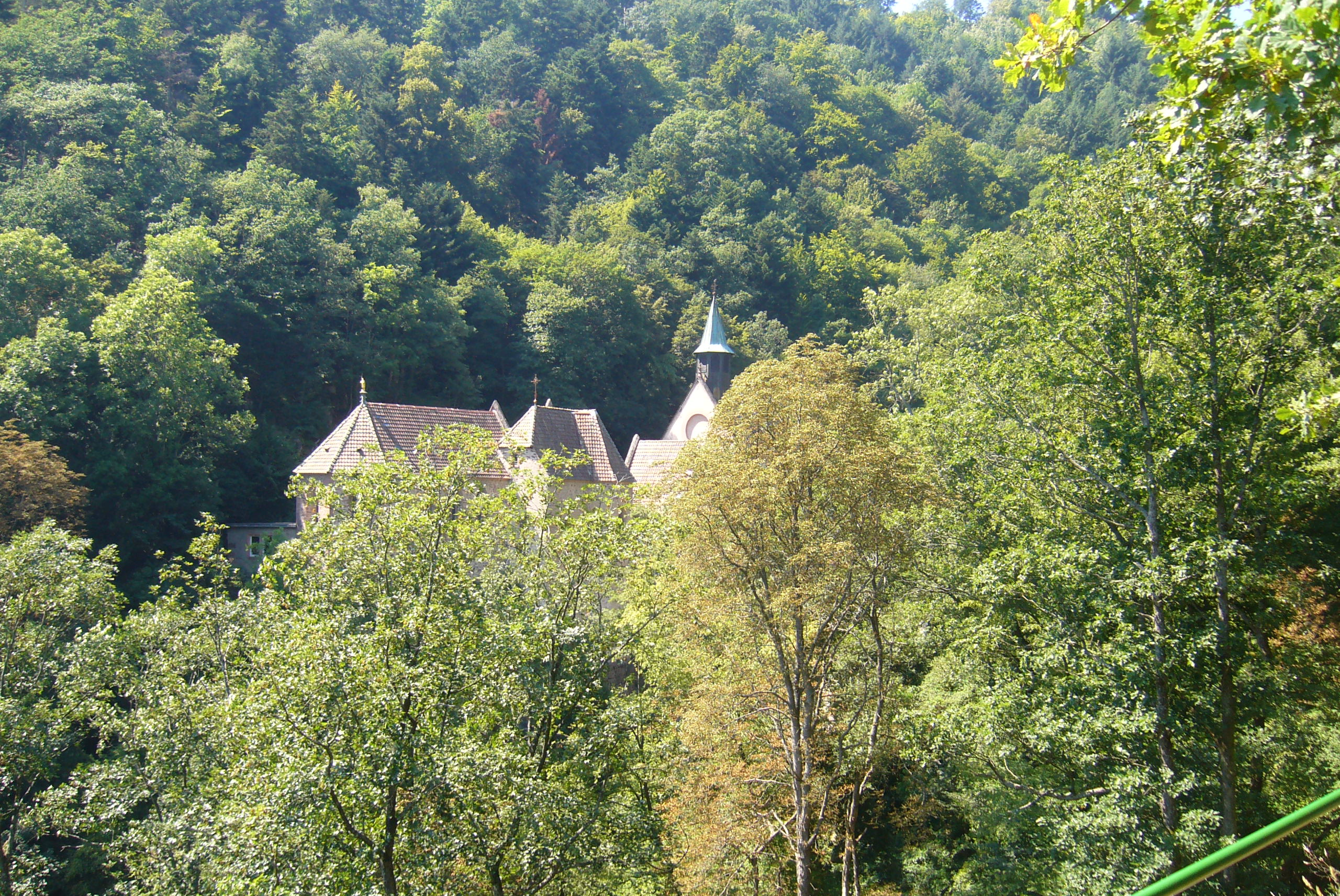
Dusenbach derrière les arbres.

Rarement un orateur eut l’honneur de parler à une foule aussi dense. Rarement le peuple d’Alsace put entendre une parole aussi forte et convaincante que celle que fit de l’évêque de Trèves. Monseigneur Korum compara la joie des pèlerins en ce beau jour à celle des hébreux lorsqu’ils rentrèrent dans le temple reconstruit de Jérusalem. Il exprima l’amour des catholiques alsaciens pour les lieux si vénérables qu’ont sanctifiés, la dévotion de leurs ancêtres et les grâces obtenues par leurs prières. La foule entonna ensuite le Grosser Gott que les six musiques accompagnèrent et l’effet de ce cantique au milieu de ce merveilleux paysage était vraiment grandiose et saisissant. Ce fut comme à regret que la foule se retira emportant de cette inoubliable journée le plus doux et le plus bienfaisant souvenir. Le jour même de la fête, Monseigneur l’évêque de Strasbourg nomma chanoine honoraire Monsieur l’abbé Aimé Raess, doyen de Ribeauvillé. À 15 heures, la municipalité offrait à ses hôtes de distinction un banquet à l’hôtel de ville, et le soir Ribeauvillé tout entier s’illuminait brillamment l’honneur de Notre Dame de Dusenbach dont le sanctuaire recevait les premiers pèlerins.

### Les diverses constructions après l’inauguration du pèlerinage

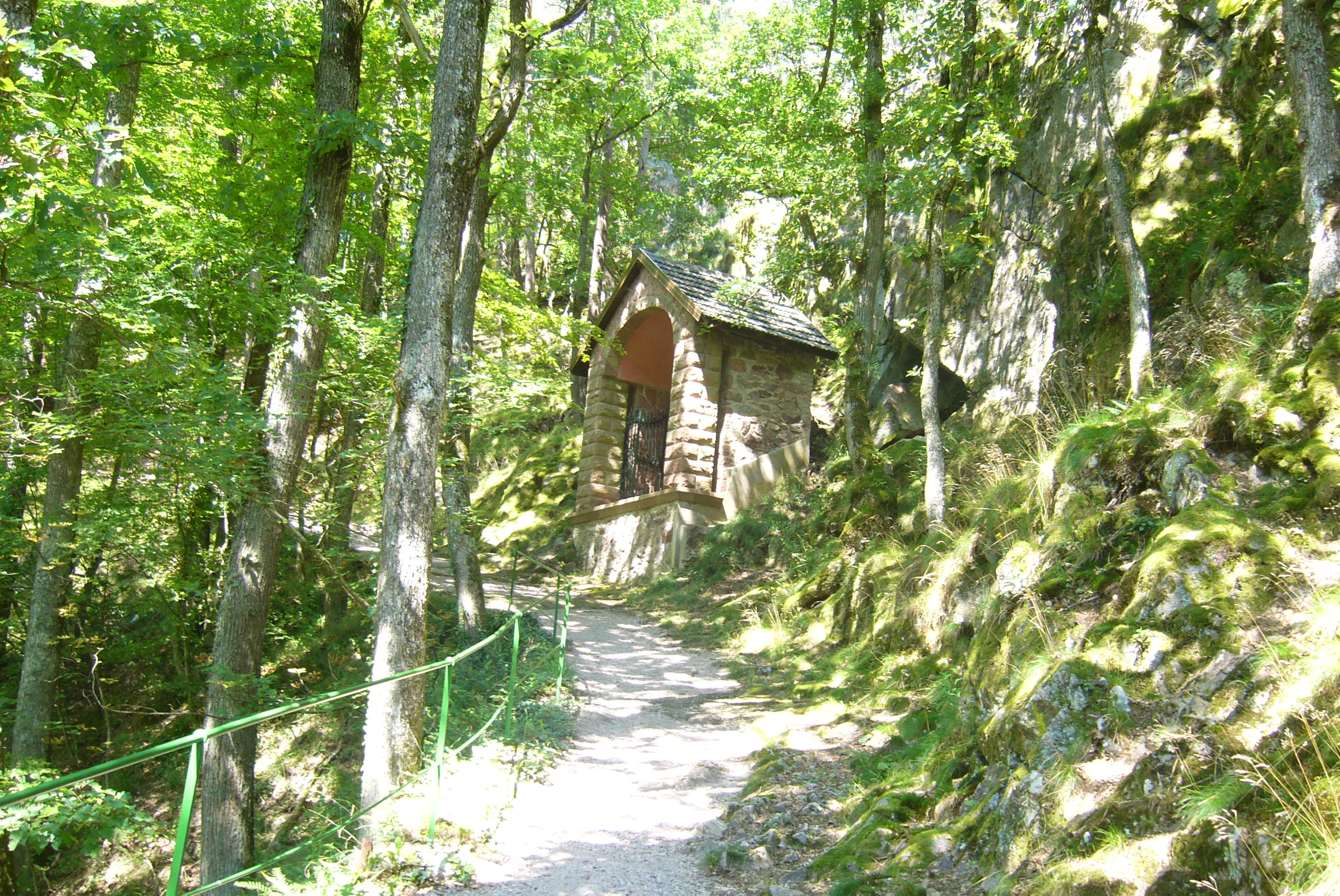
Chemin de croix sur le sentier qui mène à Dusenbach

Après l’inauguration du pèlerinage, le chanoine Raess s’attaque à construire le long du sentier bordé de rochers, qui va à Dusenbach un chemin de croix. C’est la maison Meyer de Munich qui fournit les reliefs des stations dont chacune forme une chapelle. Les travaux achevés, le chemin de croix est béni le 24 juin 1896 par l’évêque de Strasbourg assistés des très révérends pères abbés d’Oelenberg et de Notre-Dame de la Pierre et d’environ 80 prêtres. Le très révérend père François, abbé d’Oelenberg, donna le sermon en plein air devant une foule immense. En 1921 et 1922 ont fit restaurer les chapelles des stations et repeindre les reliefs par M. Paul Brutschi de Ribeauvillé. La grande église fut construite et ornée du maître-autel par Monsieur le chanoine Raess. Mgr Fritzen l’a bénite le 8 septembre 1903. Depuis, on y mit de nouvelles fenêtres et l’on construisit les voûtes et la tribune pour les orgues ; celles-ci viennent de la maison Kriess de Molsheim. L’église fut consacrée le 6 octobre 1912 par Mgr Zorn de Bulach, évêque auxiliaire de Mgr Fritzen. Les reliefs des autels latéraux sont l’œuvre du jeune artiste alsacien M. Schaeffer, natif de Huttenheim. Ils représentent, l’un la mort de saint Joseph, l’autre l’apparition de l’enfant Jésus à saint Antoine de Padoue.

## La statue de la Sainte-Vierge

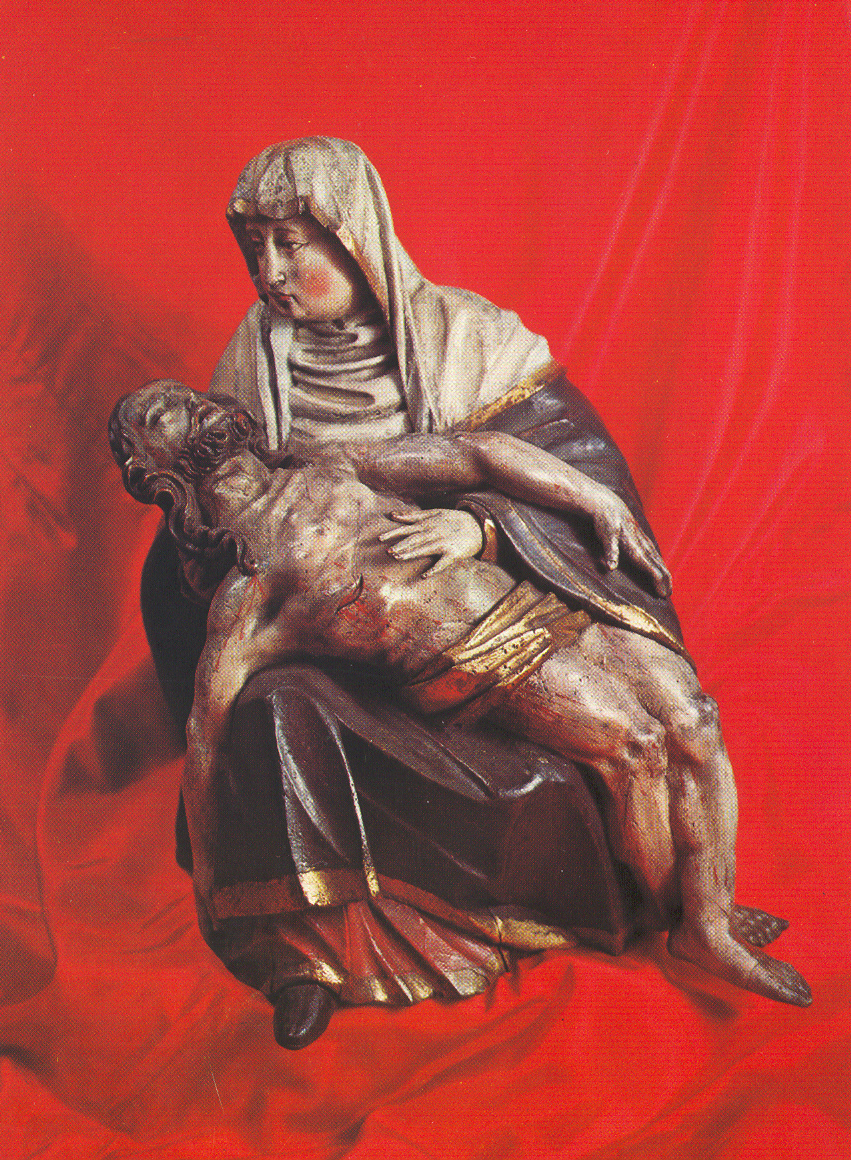
La statue de la Vierge de Dusenbach - Pieta du XVe siècle exécutée par le sculpteur Lorentz, bourgeois de Ribeauvillé, à la demande de Maximin II

Au début du XIIIe siècle, Egelophe ramena de la croisade une statue de la Vierge. Selon certaines affirmations c'était une icône orientale. D'autres situent son origine en Lorraine. En 1475 on mentionne deux statues de la Vierge à Dusenbach, dont une portait une couronne. À la fin du XVe siècle on ne parle plus que de la statue vénérée actuellement au pèlerinage. C'est une statue en bois polychrome, haute de 53 centimètres. La Vierge est en position assise, sur ses genoux elle tient le corps inanimé du Christ descendu de la croix. Les pieds croisés ainsi que sa main droite tombent à terre. Son bras gauche est posé sur celui de la Vierge. L'œuvre est remarquable par l'élégance du travail, la belle expression du visage et la finition des mains de la Vierge. Elle est attribuée à un sculpteur de Ribeauvillé, mentionné dans les archives de la ville, en 1498, sous le nom de Laurentz, artiste sculpteur, et désigné dans les actes sous le titre d'honorable maître. On ne sait rien de précis sur la première image. Pour le moment on ne peut que se limiter à des suppositions.

### Les capucins

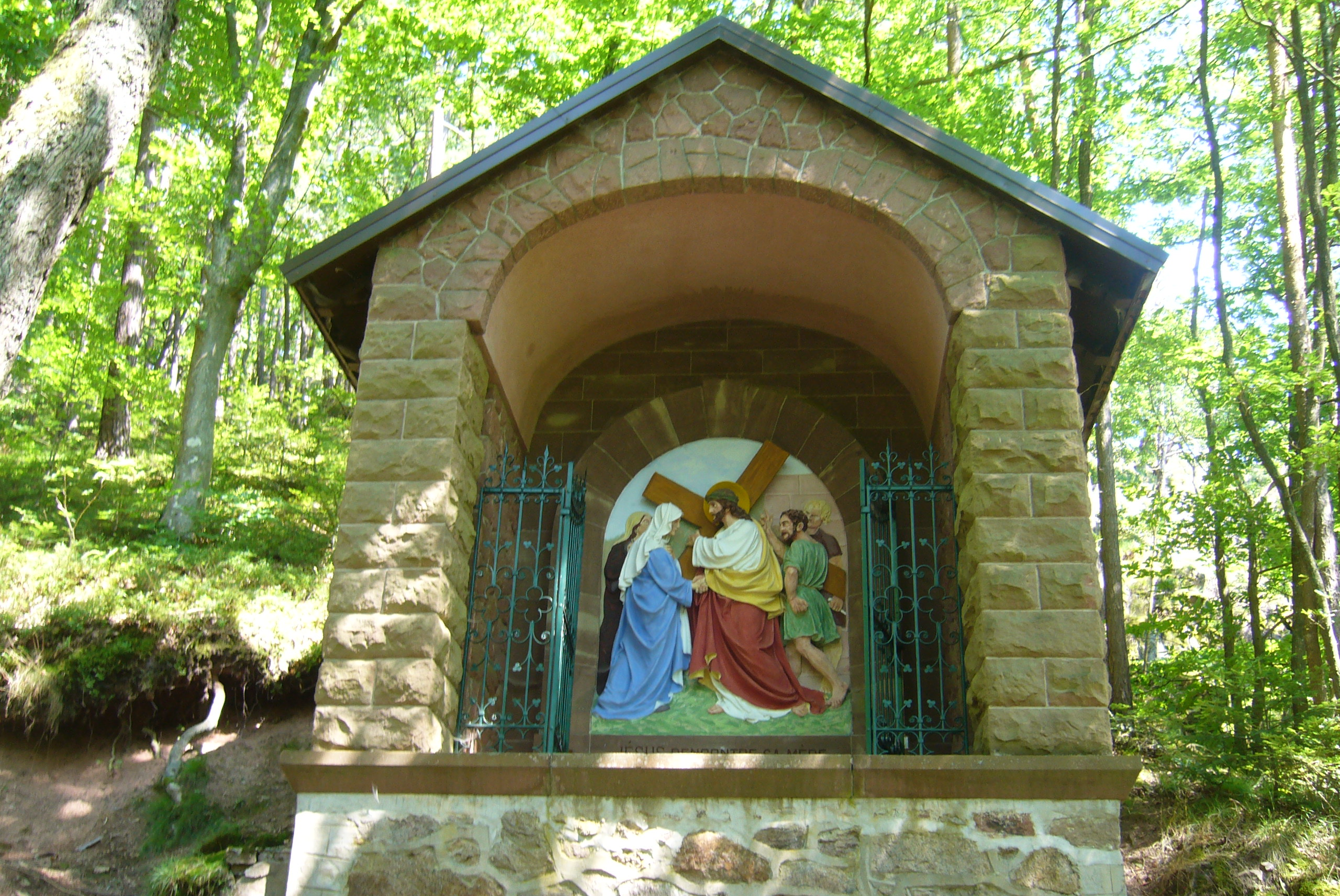
Chemin de croix de Dusenbach - Cinquième station

Après sa construction en 1220, la surveillance des lieux fut confiée à deux frères. Les prêtres n'y logeaient que très rarement et pour peu de temps, comme le mentionne un règlement établi pour les frères Hans Kirsener et Hans en 1503. Ils habitaient en ville et montaient à Notre-Dame de Dusenbach pour les offices aux jours et heures fixées. Durant leur présence à Ribeauvillé les pères augustins assuraient régulièrement le ministère.
Sur proposition de monsieur le chanoine Raess, Mgr Fritzen appela les pères capucins comme desservants du pèlerinage de Dusenbach. Les premiers pères arrivèrent le 3 avril 1904. Ils mirent un nouvel étage sur la maison contiguë aux chapelles, qui avait servi jusque-là d’habitation au sacristain. Il est intéressant de relever que les capucins assuraient déjà avant la Révolution, temporairement, le ministère à Dusenbach. Une relation de l'évêque de Bâle, présentée à Rome le 26 octobre 1684, mentionne l'activité apostolique des pères capucins à Dusenbach pour les jours de fête.

### Les principaux bienfaiteurs

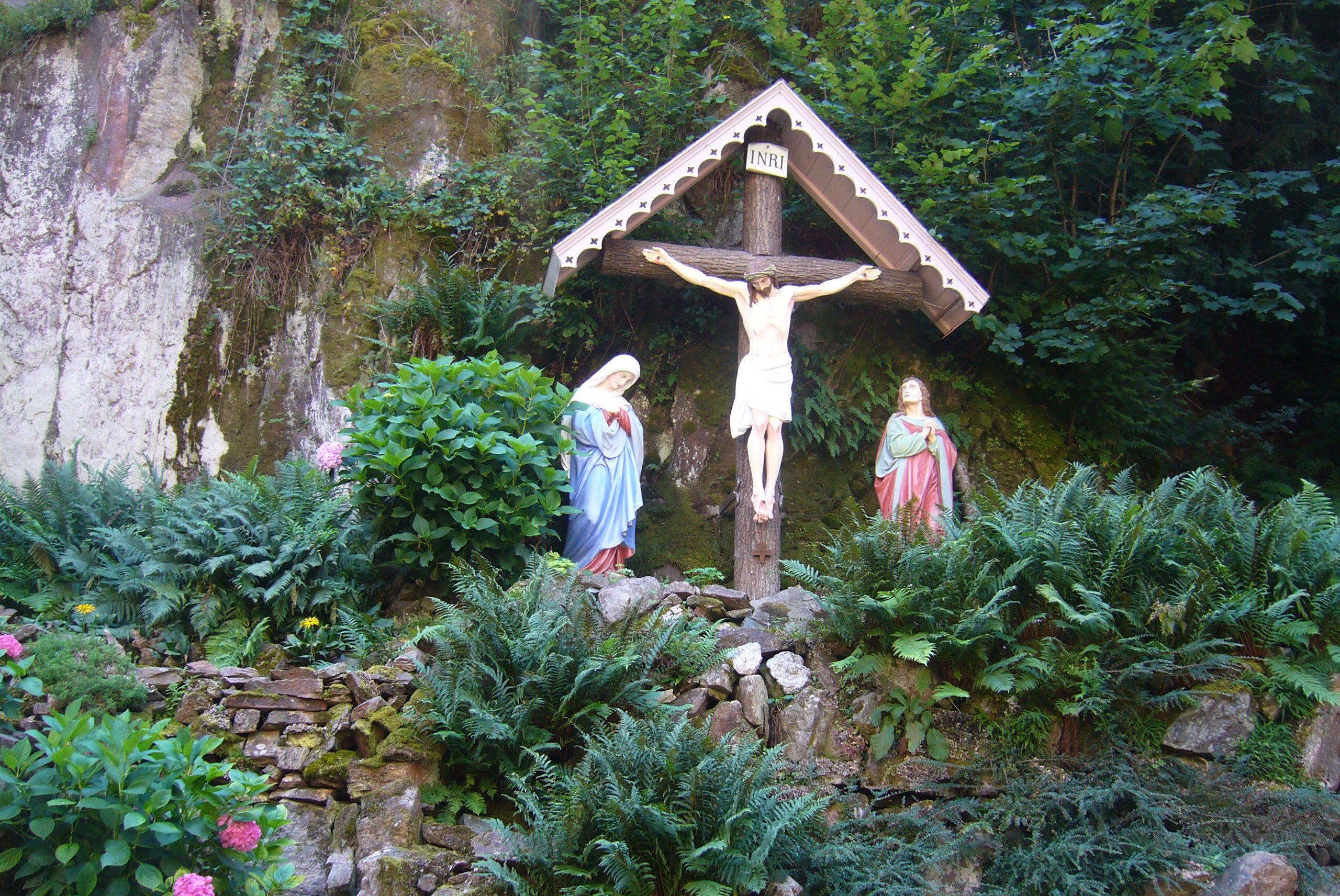
Chemin de croix - Douzième station près de l’entrée de la chapelle

Le plus grand bienfaiteur de Dusenbach fut le chanoine Aimé Raess, curé-doyen de Ribeauvillé. C’est lui qui a restauré le pèlerinage, qui a fait construire les chapelles, la grande église et le chemin de croix. Il a laissé une grande partie de sa fortune. Son portrait se trouve à l’entrée du sanctuaire de la Vierge Douloureuse. Né à Sigolsheim, le 10 novembre 1844, il fut ordonné prêtre en 1867. Pendant plusieurs années, il travailla comme missionnaire aux Indes, Pondichéry. Forcé par la maladie à retourner en Alsace, il fut nommé curé de Gueberschwihr et devint en 1893 curé-doyen de Ribeauvillé. Il mourut le 7 février 1905. Son corps repose à Ribeauvillé vis-à de l’église. Parmi les autres bienfaiteurs de Dusenbach, on peut citer l’abbé Lorentz Jacques, qui contribua surtout à l’embellissement des chapelles et de la grande église. Né à Bergheim, le 22 mai 1842, ordonné prêtre en 1865, il fut curé de Herschbach puis à Breitenbach, où il construisit l’église. Retiré à Bergheim, il mourut le 5 juin 1921.

### Les pèlerins
Les évêques de Strasbourg, Mgr Fritzen et Mgr Ruch ont eu l’honneur de se rendre au sanctuaire dédié à la Vierge. Le 9 avril 1919 le général Henri Joseph Eugène Gouraud (1867-1946) fit avec sa famille le pèlerinage de Dusenbach. Le nombre des pèlerins augmente chaque année. Tous les ans on voit à Dusenbach de nombreuses associations de jeunes gens, d’hommes, de jeunes filles, d’enfants. Le 6 mai 1923, l’Avant garde du Rhin conduisit en pèlerinage aux pieds de la Vierge treize cents jeunes hommes. Pour faciliter le pèlerinage, les Pères Capucins construisirent de 1912 à 1913, malgré toutes sortes de difficultés, un abri pour les pèlerins. Le 9 juin 1919, on célébra le 25e anniversaire de la reconstruction des chapelles. Monsieur le chanoine Fahrner, vicaire général et supérieur des Sœurs de la Divine Providence donna le sermon. En 1921 eut lieu le 7e centenaire du commencement du pèlerinage. Par trois fois les sanctuaires ont été détruits et trois fois ils furent reconstruits plus vivants et plus attirants que jamais grâce à l’abnégation et la ténacité de quelques illustres personnages et des pèlerins.

## L'entretien du chemin de croix de Dusembach
Du fait de l'exposition prolongée du chemin de croix aux intempéries, les buttes du calvaire nécessiteront des entretiens réguliers. En 1917 la 12e station est rénovée et en 1932 la statue de Saint Jean est remplacée victime des intempéries. On remplace également vers 1947 la croix en chêne massif de la 12e station. Puis en 1947, le frère Célestin décida de donner une nouvelle architecture aux stations. Les murs et les pierres en grès des Vosges sont remplacés par l'entreprise Bina de Ribeauvillé, tandis que l'artiste peintre Weiss entreprit de rénover les peintures. Le frère capucin Florent qui succéda au Frère Célestin termina ces importants travaux. Entre 1978 et 1980 certaines peintures seront à nouveau reprises. La restauration des stations fut à nouveau entreprise entre 2001 et 2004 à l'initiative du Frère Bernard Picard responsable du sanctuaire qui reçoit l'appui des Amis de Notre-Dame de Dusenbach. Les charpentes et la toiture des calvaires ont été fortement abîmées par l'âge et l'ouragan Lothar du 26 décembre 1999, sont réparées. La peinture des personnages est réalisée par Didier Staebler un artiste de Strasbourg. Cette opération est réalisée grâce à la bonne volonté de nombreux bénévoles qui participent aux travaux, mais aussi aux nombreux donateurs qui financent le projet de rénovation ainsi qu'aux sponsors qui soutiennent cette opération. Ces nouvelles stations sont inaugurées en septembre 2004 en présence de l'archevêque de Strasbourg, Monseigneur Joseph Doré. Chaque année durant la période du carême, les pèlerins se réunissent les dimanches en grand nombre pour participer aux exercices du Chemin de Croix.

## Les Ex-Voto
Les nombreux ex-voto, plaques de marbre à l'entrée de la chapelle, témoignent de faits miraculeux et expriment les témoignages de reconnaissance des fidèles, pour les grâces, guérisons et protections attribuées à Notre Dame de Dusenbach.

## Sources
Tout ou partie de cet article est extrait d'une plaquette de 32 pages réalisée par le pèlerinage de Dusenbach en 1924 sous le titre "Notre Dame de Dusenbach" Le pèlerinage, son origine et son histoire avec 7 gravures. L’article a pu être modifié depuis.
Il existe aux Archives départementales du Haut-Rhin un fond Dusenbach dans les dossiers E 2722 et 16 G qui couvrent les périodes de 1483 à 1529 sous le règne de Maximin II (ou Smassmann).